# Offerings II: All I Have to Give
Offerings II: All I have To Give es el sexto álbum de la banda de rock cristiano, Third Day. Es el segundo álbum de adoración de la banda e incluye varias grabaciones en vivo de la gira Fall Tour en 2002 del disco Come Together.
Fue lanzado al mercado el 4 de marzo de 2003 bajo el sello discográfico Essential Records.

## Lista de canciones
| N.º   | Título                                                                          | Letras                       | Música                       | Duración |  |
| 1.    | «Sing A Song»                                                                   | Mac Powell                   | Third Day                    | 4:09     |  |
| 2.    | «You Are So Good To Me»                                                         | Third Day                    | Third Day                    | 4:02     |  |
| 3.    | «Creed» (En vivo)                                                               | Rich Mullins/Beaker          | Rich Mullins/Beaker          | 5:58     |  |
| 4.    | «Offering»                                                                      | Powell                       | Third Day                    | 4:14     |  |
| 5.    | «Show Me Your Glory» (En vivo)                                                  | Mark Lee/Marc Byrd/Third Day | Mark Lee/Marc Byrd/Third Day | 3:28     |  |
| 6.    | «Nothing Compares» (En vivo)                                                    | Powell                       | Third Day                    | 5:22     |  |
| 7.    | «Anything»                                                                      | Brad Avery                   | Third Day                    | 4:18     |  |
| 8.    | «God Of Wonders» (En vivo con Michael Tait)                                     | Third Day                    | Third Day                    | 4:39     |  |
| 9.    | «May Your Wonders Never Cease»                                                  | Powell                       | Third Day                    | 6:33     |  |
| 10.   | «The Everlasting»                                                               | Lee                          | Third Day                    | 4:38     |  |
| 11.   | «Medley» (Give/Turn Your Eyes Upon Jesus/With Or Without You/Your Love Oh Lord) | N/A                          | N/A                          | 7:35     |  |
| 12.   | «Take My Life» (En vivo)                                                        | Powell                       | Mac Powell                   | 4:25     |  |
| 57:21 |                                                                                 |                              |                              |          |  |